# Boldoganya
A boldoganya, boldogasszonyfája vagy idegágas a palóc ház jellemző részének tekinthető oszlop, ami a mestergerenda biztosítására szolgál. Régebben elterjedtebb volt, ma már csak szórványosan találni és gyakran csak akkor alkalmazzák, amikor a mestergerenda már megrepedezett. Gyakran a tűzhelyhez vagy kemencéhez közel helyezték el. Sok esetben faragott díszítésekkel látják el, mivel központi helyet foglal el a házban.
Szűz Mária jelképét is jelenti – ahhoz hasonlóan, ahogy mennyezetet összeköti a földdel ez az oszlop, a bibliai alak is kapocs az ég és föld között.